# Занкт-Інгберт
Занкт-Інгберт (нім. Sankt Ingbert) — місто в Німеччині, знаходиться в землі Саар. Входить до складу району Саарпфальц.
Площа — 06894 км2. Населення становить 34 971 ос. (станом на 31 грудня 2021).

## Міські райони
Місто поділяється на 5 міських районів:
- Sankt Ingbert
- Rohrbach
- Hassel
- Oberwürzbach
- Rentrisch

## Галерея

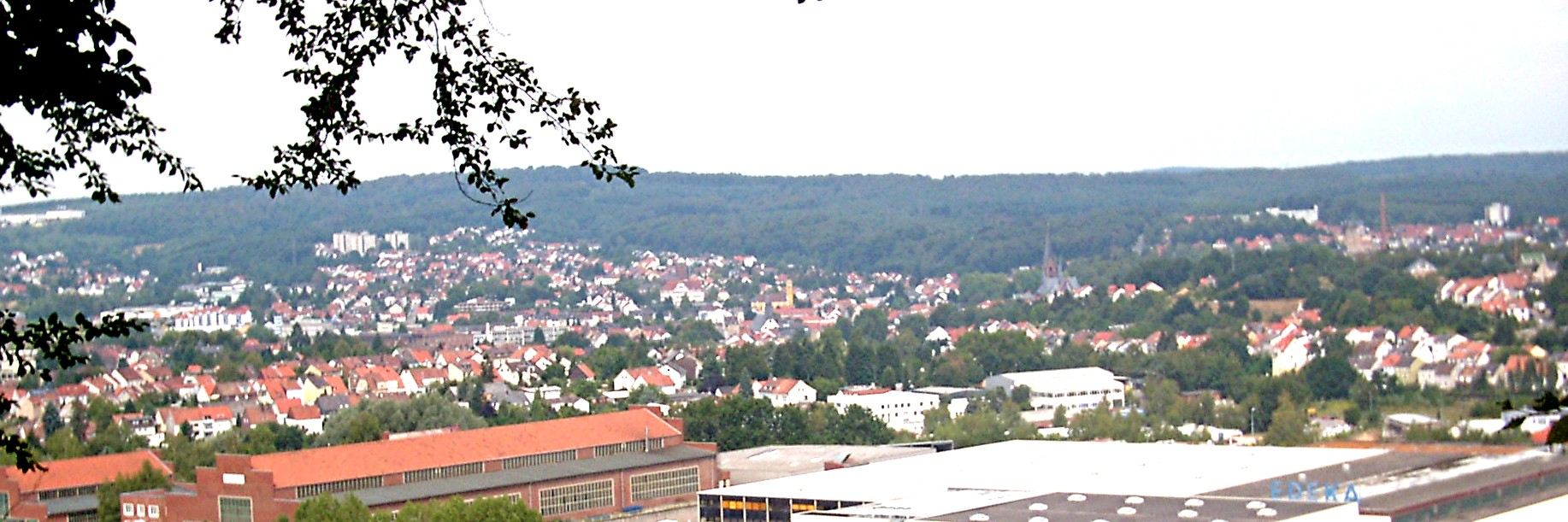
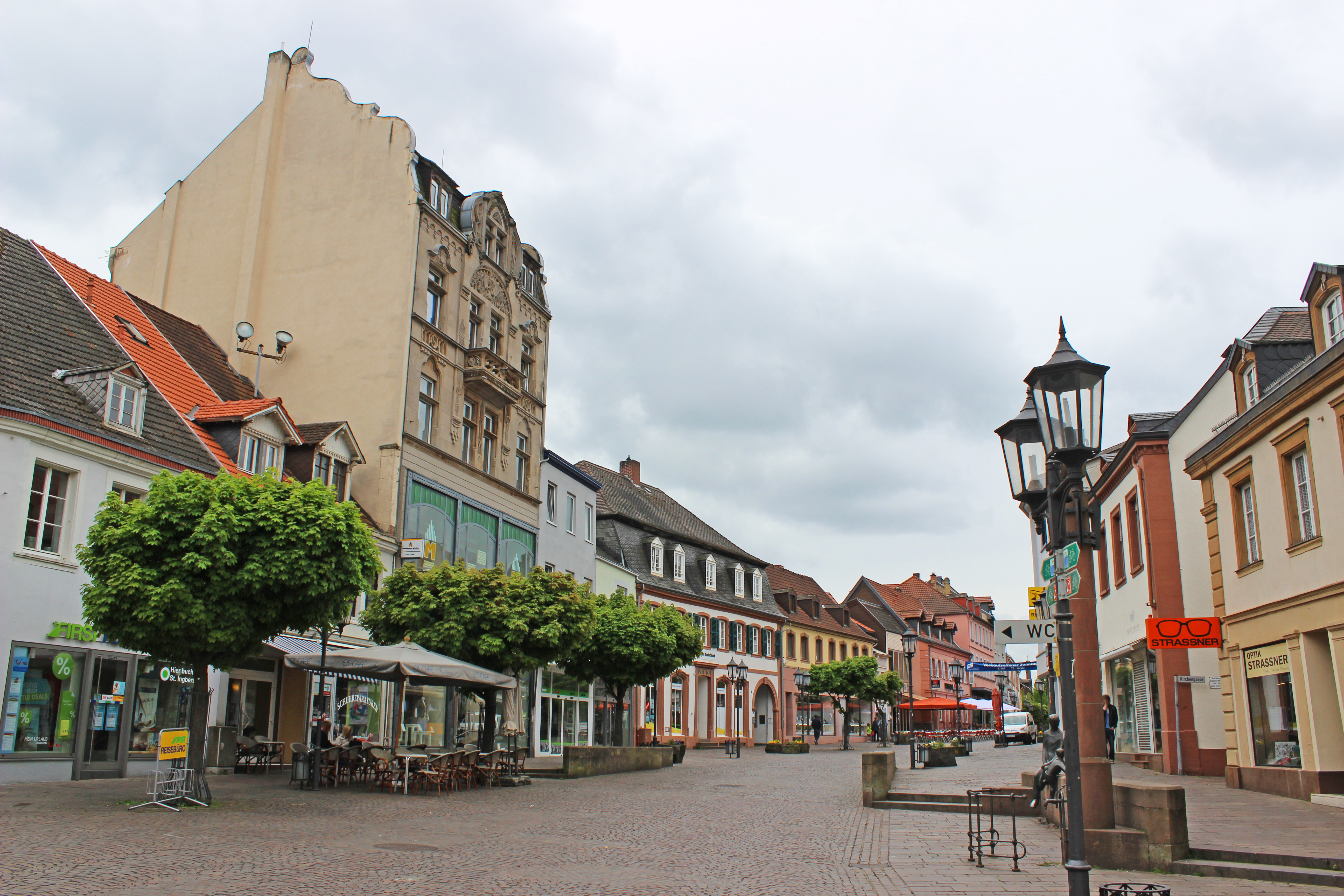
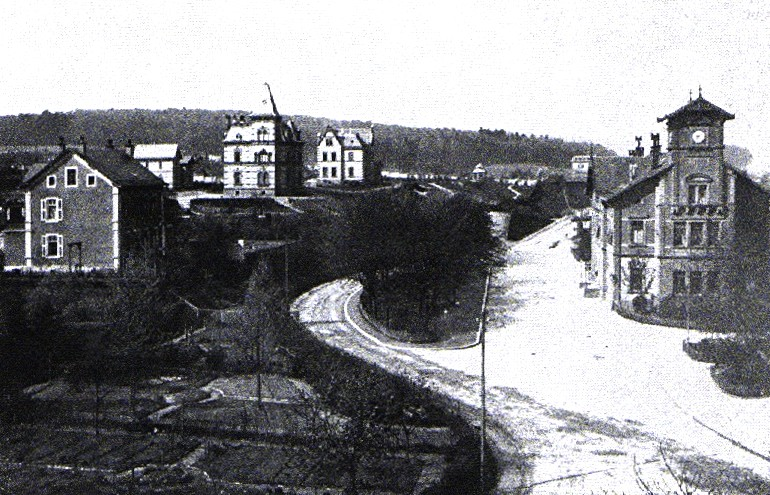
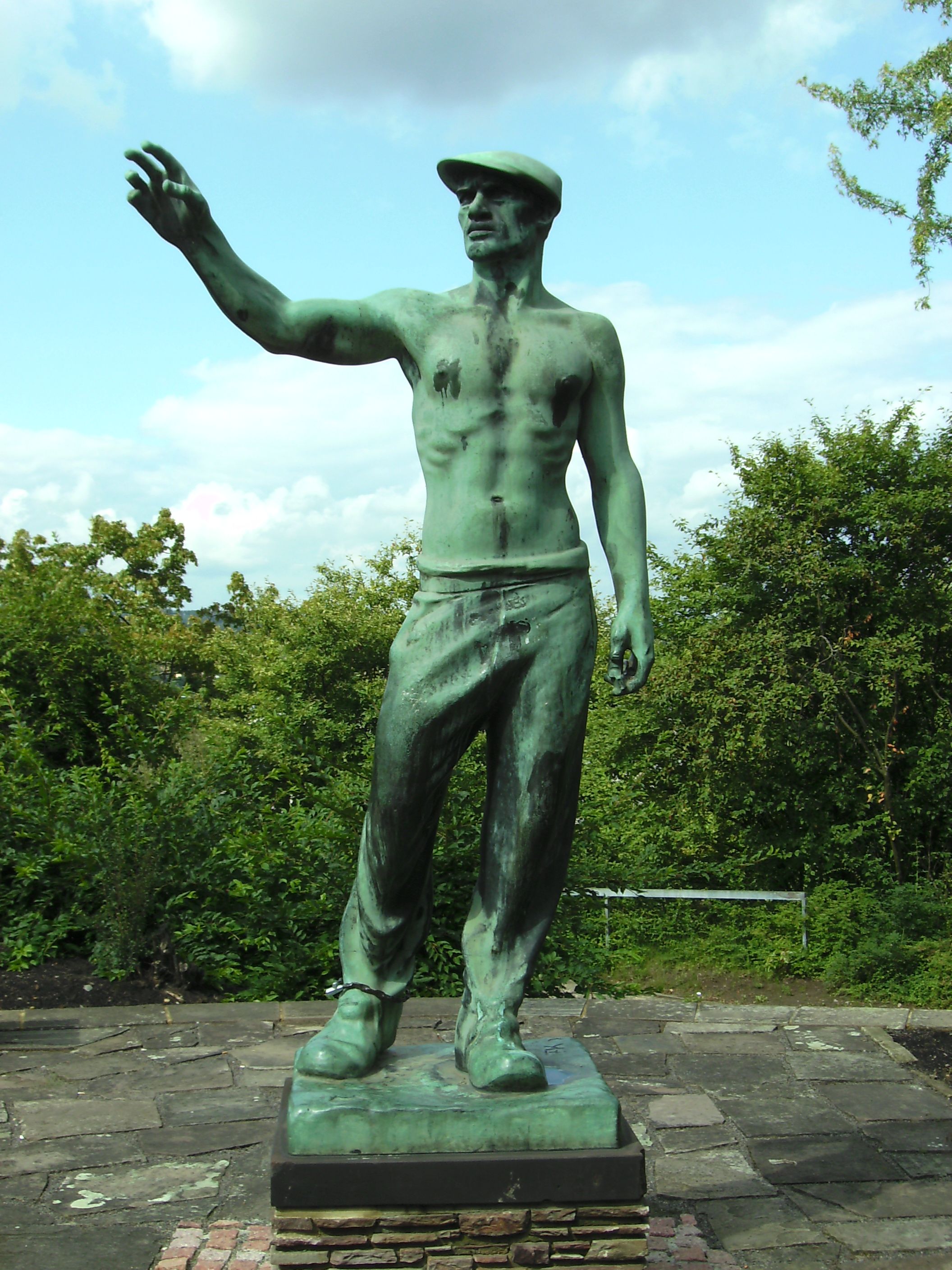
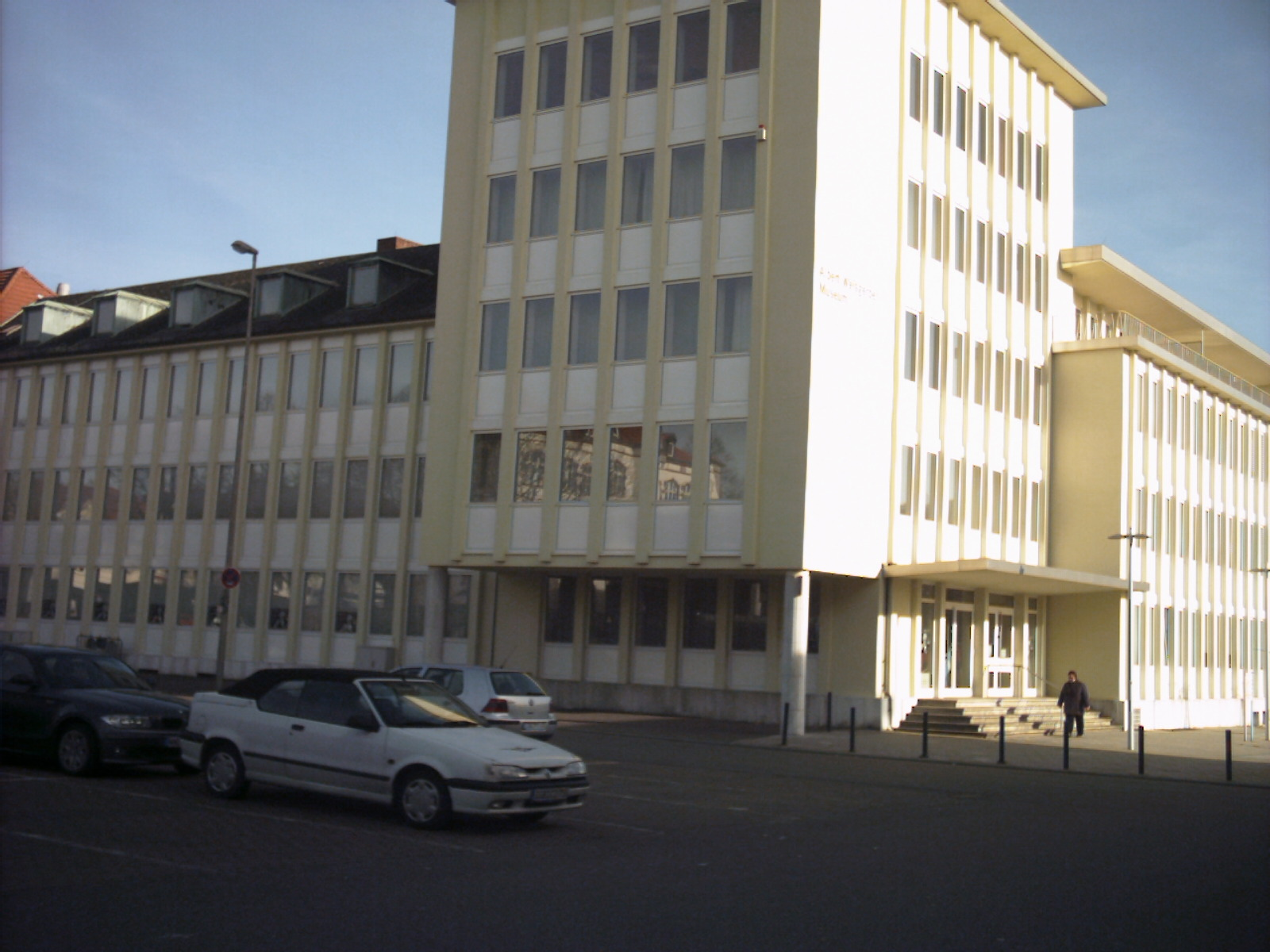
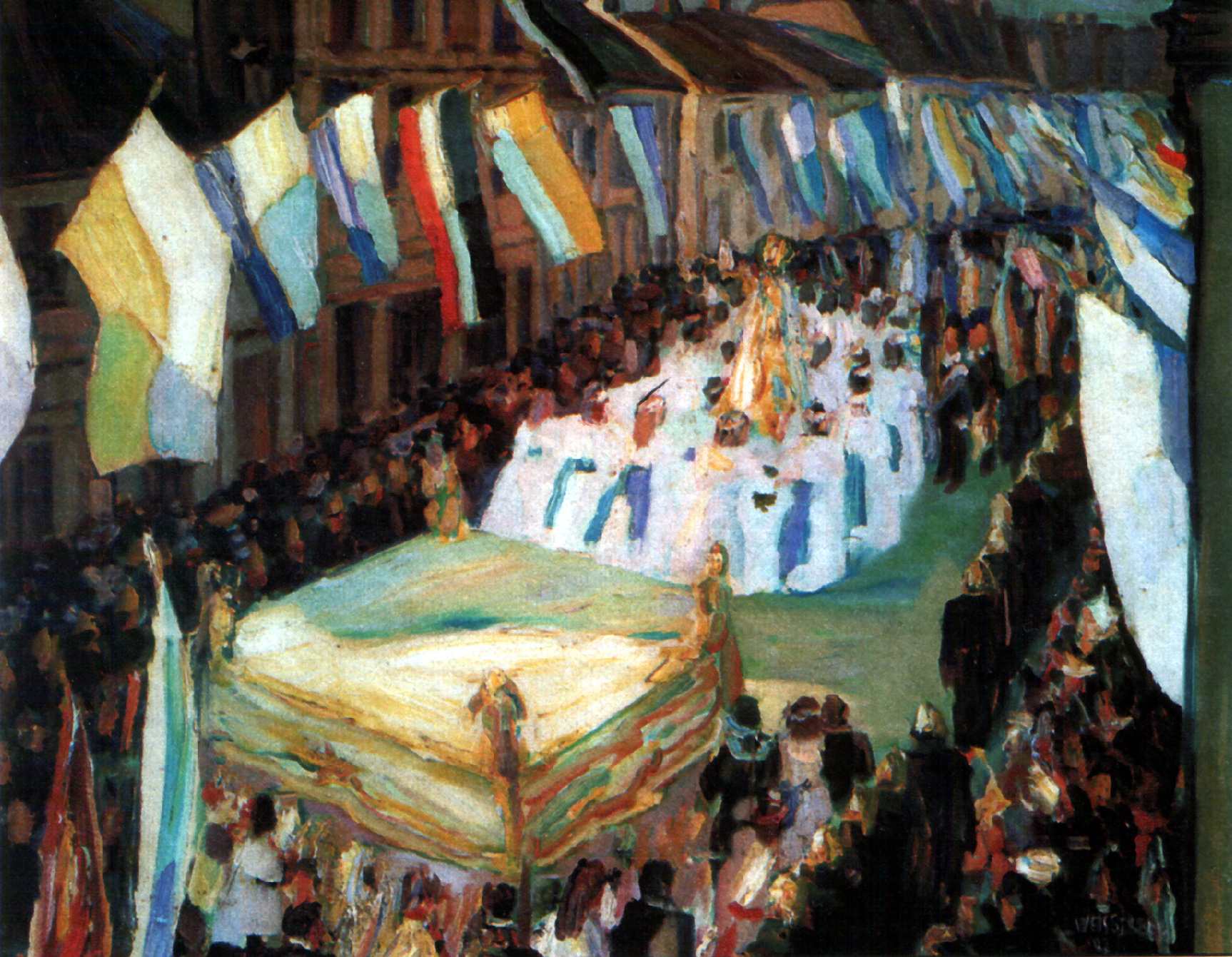